# توتوباكا
توتوباكا هو بركان في منطقة تاكنا في بيرو. وهي جزء من الجزء البيروفي من المنطقة البركانية الوسطى، وهي واحدة من عدة أحزمة بركانية في جبال الأنديز. يتكون توتوباكا من ثلاثة براكين متداخلة تتكون من تدفقات الحمم البركانية وقباب الحمم البركانية المصنوعة من الأنديسايت والداسيت، والتي نمت فوق الصخور البركانية القديمة. يبلغ أعلى ارتفاع لها عادةً 5,815 متر (19,078 قدم) طويلًا وكان جليديًا في الماضي.
نشطت العديد من البراكين في بيرو في الآونة الأخيرة، بما في ذلك توتوباكا. سبب نشاطهم البركاني هو انغماس صفيحة نازكا تحت صفيحة أمريكا الجنوبية. انهار أحد هذه البراكين في الزمن التاريخي، ربما في عام 1802، مما تسبب في انهيار جليدي كبير من الحطام بحجم يزيد على الأرجح عن 0.6–0.8 كيلومتر مكعب (0.14–0.19 ميل3) وتدفق الحمم البركانية. كان الثوران المرتبط به من بين أكبر الثورات في بيرو التي توجد لها سجلات تاريخية. أصبح البركان نشطًا منذ حوالي 700000 عام، واستمر النشاط في الهولوسين، ولكن لم يكن واضحًا في البداية ما إذا كانت هناك ثورات بركانية تاريخية؛ وبدلاً من ذلك، نُسبت بعض الانفجارات إلى بركان يوكاماني الأقل تآكلًا. تخطط الحكومة البيروفية لمراقبة البركان من أجل النشاط المستقبلي. يتميز توتوباكا بمظاهر الطاقة الحرارية الأرضية مع الفومارول والينابيع الساخنة.

## التقليد الشفهي
اعتبر الناس في كانداراف أن توتوباكا جبل "سيء"، بينما كان يوكاماني هو الجبل "الجيد"؛ قد يعكس هذا أن توتوباكا كان لديه ثورات بركانية حديثة. كرس الجغرافي البيروفي ماتيو باز سولدان قصيدة لتوتوباكا.

## الجيولوجيا والجيومورفولوجيا
يبلغ طول توتوباكا 25–30 كيلومتر (16–19 ميل) شمال مدينة كانداراف في منطقة تاكنا في بيرو. تقع بحيرة سوشش شمال البركان، ويتدفق نهران في الجوار: نهر كالازاس، يتدفق شرقًا إلى شمال البركان، ثم جنوبًا بعد الجناح الشرقي لتوتوباكا، ونهر تاكالايا، الذي يتدفق جنوبًا على طول الجناح الغربي لتوتوباكا.  المناخ المحلي بارد، والتضاريس صخرية، مع القليل من الغطاء النباتي. خلال موسم الأمطار، يكون الجبل مغطى بالثلوج، وتعتبر المياه الذائبة من توتوباكا والجبال الإقليمية الأخرى مصدرًا مهمًا لمياه الأنهار في المنطقة. في المقابل، فإن البركان نفسه لا يتأثر إلى حد كبير بالنشاط البشري.
يتكون توتوباكا من مجمعين بركانيين: مجمع قديم شديد التآكل، وقمتان شماليتان تشكلتا مؤخرًا. من بين هؤلاء، تتكون القمة الشرقية ("توتوباكا الشرقية") من سبع قباب يُفترض أنها من الهولوسين قباب الحمم البركانية ويبلغ ارتفاعها 5,790 متر (19,000 قدم) بينما ("توتوباكا الغربية") تتكون من قباب الحمم البركانية وتدفقات الحمم البركانية و ثوران بلينيان من العصر الجليدي، ويصل ارتفاعها إلى 5,815 متر (19,078 قدم). يعطي البرنامج العالمي للبراكين ارتفاعات تبلغ 5,753 متر (18,875 قدم) للشرق و 5,801 متر (19,032 قدم) للقمة الغربية. القمة الغربية هي أعلى قمة في توتوباكا.
تقع القاعدة التي يرتفع منها توتوباكا على ارتفاعات تتراوح من 4,400 متر (14,400 قدم) إلى 4,600 متر (15,100 قدم) ويغطي البركان مساحة تبلغ حوالي 150–170 كيلومتر مربع (58–66 ميل2). يتكون المجمع الأقدم بشكل أساسي من تدفقات الحمم البركانية، والتي تآكلت خلال العصر الجليدي بسبب الأنهار الجليدية التي تشكلت حتى 100 متر (330 قدم) مورينات سميكة  ووديان جليدية على شكل حرف يو. تم العثور أيضًا على سيرك و ركام على القمة الغربية، وتمتد طبقات التيفرا غرب البركان. كان المجمع الأقدم، الذي يضم قباب الحمم البركانية على شكل تلال صغيرة في جزئه الجنوبي، مصدرًا للبرايت الذي يغطي الأجزاء الغربية والجنوبية من البركان. تم تحديد تدفقات الحمم البركانية بعد العصر الجليدي المنبثقة من فتحة تقع بين القمتين. أدت العمليات الجليدية مثل تحطم الصقيع إلى تغيير المنتجات البركانية الصغيرة.

### تعبير
اندلع المجمع الأقدم وتوتوباكا الغربي أنديسايت وداسيت، في حين أن توتوباكا الشرقية أنتجت فقط الداسيت. كما يحدث تراكيانديسايت والتراكيت. الصخور البركانية التي اندلعت خلال الهولوسين تحدد مجموعة قلوية غنية بالبوتاسيوم. داسيتات من توتوباكا الشرقية تحتوي على أمفيبول، أباتيت، بيوتايت، كلينوبيروكسين، حديد - أكاسيد تيتانيوم، أورثوبيروكسين، بلاجيوجلاز، كوارتز، وسفين. نادرًا ما توجد شظايا صخرية مافيك مدمجة في صخور توتوباكا. عانت الصخور البركانية القاعدية من تغيرات في الحرارة المائية، مكونة الطين. تم تحديد رواسب الكبريت الأولية في توتوباكا وتظهر خريطة البركان عام 1996 منجم كبريت على جانبه الجنوبي الشرقي.

### انهيار القطاع
تم تشكيل مدرج واسع بعرض1 كيلومتر (0.62 ميل) في شرق توتوباكا، مفتوح إلى الشمال الشرقي، بسبب انهيار كبير للبركان. تتعرض قباب الحمم البركانية من توتوباكا الأصغر، بالإضافة إلى الحمم شديدة التغير من المجمع القديم، مكشوفة داخل ندبة الانهيار، والتي هي رواسب طويلة من الانهيار الجليدي بطول 6–8-كيلومتر (3.7–5.0 ميل). توجد الرواسب في الغالب داخل الوديان الجليدية ويتم تداخلها بواسطة تدفق الحمم البركانية الذي يقسم الانهيار إلى وحدتين. يصل تدفق الحمم البركانية إلى كل من بحيرة سوش شمال البركان ونهر كالازا شرقها.
تتميز وحدتا الانهيار الجليدي بالحطام بمظهرهما. أحدهما يضم 100–200-متر (330–660 قدم) تلال طويلة تشبه الروافع، كما هو معتاد في الانهيارات الجليدية للحطام البركاني، والأخرى بها تلال تتراوح في الطول من 100 إلى 150 متر (330 إلى 490 قدم). تتراوح التلال من بضعة أمتار فقط إلى أكثر من 0.5 متر (1 قدم 8 بوصة) في الارتفاع، ومن 10 إلى 30 متر (33 إلى 98 قدم) في الارتفاع. وقد لوحظت مثل هذه التلال في رواسب الانهيار الأخرى مثل بركان شيفلوتش في روسيا، وتم تفسيرها من خلال عمليات الفرز التي تحدث داخل التدفقات الحبيبية. يبدو أن الاختلافات بين الوحدتين ترجع إلى أن الوحدة الأولى تشكلت من الجزء القاعدي من توتوباكا، بينما تشكلت الوحدة الثانية من قباب الحمم البركانية الحديثة للبركان الشرقي وشكلت تدفقًا حبيبيًا. 
من المحتمل أن يكون الانهيار قد بدأ في النظام الحراري المائي للبركان وتطور ليؤثر على قبة الحمم البركانية النامية، بحجم إجمالي ربما يتجاوز 0.6–0.8 كيلومتر مكعب (0.14–0.19 ميل3). تبلغ المساحة الإجمالية التي غطاها الانهيار حوالي 12–13 كيلومتر مربع (4.6–5.0 ميل2). لم يكن هذا الانهيار الأول في تاريخ توتوباكا: حدثت انهيارات على الجانبين الجنوبي والشرقي من البركان قبل 6000 –  7500 سنة.
7500 سنة  وتسبب في نقل الحطام عبر الوديان الجليدية على الجانب الشرقي والجنوبي الشرقي من البركان. حدث انهيار البركان ،  وعلى الجانب الغربي من البركان  قبل 17000  –  25000 سنة مضت.  حدثت مثل هذه الانهيارات الكبيرة للبراكين في الزمن التاريخي في جبل بانداي عام 1888 وجبل سانت هيلينز عام 1980 ؛ يمكنهم إنتاج انهيارات ثلجية كبيرة من الحطام. 

### السياق الجيولوجي
قبالة سواحل بيرو، تنحدر صفيحة نازكا بمعدل 5–6 سنتيمتر سنويا (2.0–2.4 بوصة/سنة) أسفل صفيحة أمريكا الجنوبية،  تسبب في النشاط البركاني في ثلاثة من الأحزمة البركانية الأربعة في جبال الأنديز، بما في ذلك المنطقة البركانية المركزية حيث تقع توتوباكا.  تشمل البراكين البيروفية الأخرى سارة سارة، سوليمانا، كوروبونا، حقل أنداغوا البركاني، أمباتو  –  سابانكايا  –  هوالكا هوالكا، تشاشاني، إل ميستي، أوبيناس، هواينابوتينا، تيكساني، يوكاماني، بوروبوروني وكاسيري. خلال العصور التاريخية، حدثت ثورات بركانية كبيرة في بيرو في الميستي قبل 2000 عام وفي هواينبوتينا في عام 1600، والتي أودت بحياة 1500 شخص وعطلت مناخ الأرض.
يتكون الطابق السفلي من المنطقة من رواسب مطوية من حقبة الحياة الوسطى، وغطاء بركاني ورسوبي في العصر الحجري القديم يعلو صخور الدهر الوسيط. هناك العديد من الصفات والعيوب التكتونية التي كانت نشطة في التعليم العالي. أحد هذه الصلبان توتوباكا من الشمال إلى الجنوب، وآخرون يؤثرون على مواقع خصائص الطاقة الحرارية الأرضية. مجمع هوايليلاس إغنيمبريت يكمن وراء بعض المراكز البركانية، والتي تشمل المجموعة الأولى من البراكين المتآكلة التي كانت نشطة بين 8.4-5 و4-2 مليون سنة مضت، واندلاع تدفقات الحمم البركانية بشكل أساسي. أعقب ذلك مجموعة ثانية من البراكين التي كانت نشطة أيضًا بشكل رئيسي مع تدفقات الحمم البركانية، مثل كاسي ي و توتوباكا و يوكامان. شكلت المرحلة الثالثة قباب الحمم البركانية الداسيتية مثل بوروبوروني منذ حوالي 100000 عام. تم العثور على براكين طبقية قديمة أخرى في توتوباكا وتآكلت بشدة بسبب الأنهار الجليدية.

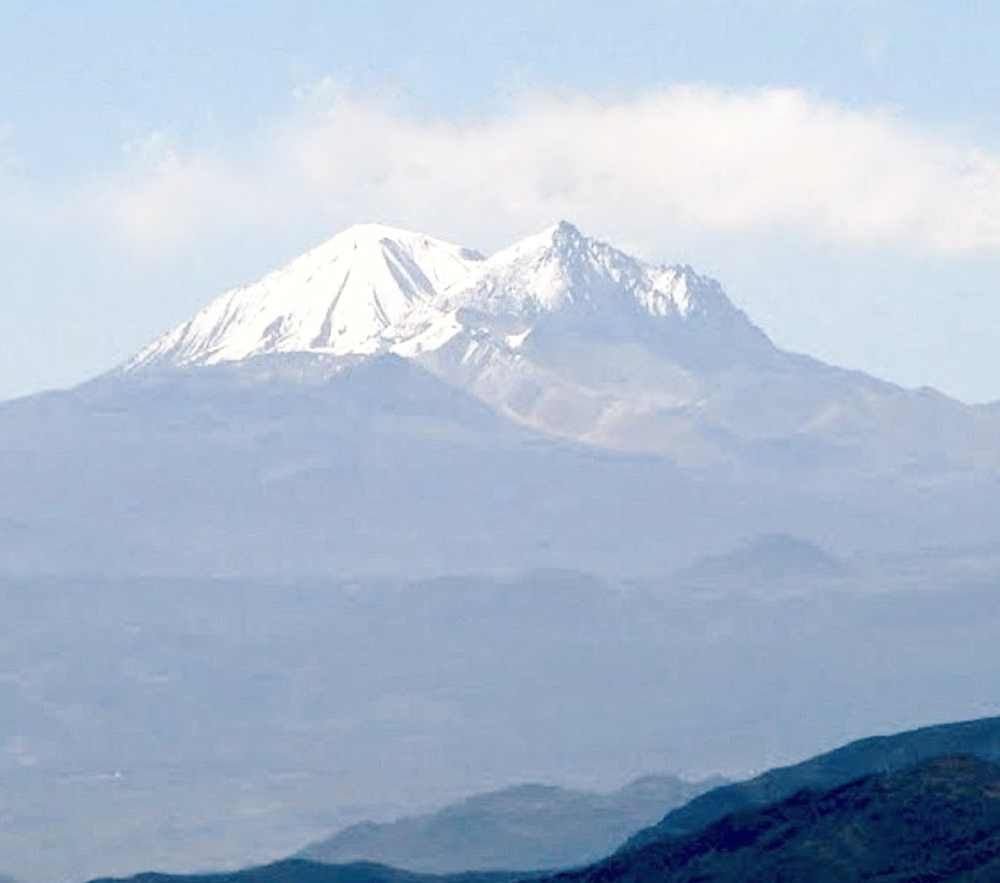
بركان توتوباكا

## المناخ والغطاء النباتي
تقع معظم البراكين في المنطقة البركانية الوسطى على ارتفاع يزيد عن 4,000 متر (13,000 قدم) حيث يكون المناخ باردًا مع تجمد متكرر. تهطل معظم الأمطار بين شهري يناير ومارس، وتبلغ في توتوباكا 200–560 مليمتر لكل سنة (7.9–22.0 بوصة/سنة). في كورديليرا الغربية، يهيمن الغطاء النباتي على الارتفاعات بين 3,500–3,900 متر (11,500–12,800 قدم) يسودها الغطاء النباتي مثل الصبار والأعشاب وعشب الريش البيروفي والياريتا، وكذلك الأشنات والطحالب. تُظهر الأراضي الرطبة، المسماة بوفيدال، حياة نباتية متنوعة. يتناقص ارتفاع عمر النبات فوق 4,000 متر (13,000 قدم) وفي 2003-2012 بمقدار 5,800 متر (19,000 قدم) كان هناك ثلج دائم. البركان جزء من منطقة محمية فيلاكوتا ماور الإقليمية [خطأ: تحقق من وسيط ورمز اللغة].

## تاريخ الثوران
أقدم الصخور البركانية في توتوباكا يبلغ عمرها 1135000 ± 17000 عام. كان المجمع القديم نشطا في البداية مع تدفقات الحمم البركانية ثم مع ثوران متفجر كبير; يشكل تدفق الخفاف والرماد رواسب "الكالازا" وربما تم إنتاجه إما بواسطة المجمع القديم أو عن طريق توتوباكا الغربية. فصلت فجوة طويلة نشاط المجمع القديم عن نشاط توتوباكا الغربي والشرقي. تم تأريخ قباب الحمم البركانية الصغيرة في المجمع القديم إلى 260.000 دولار 200.000 بينما يبلغ عمر القباب الحديثة 33000±5000 سنة. استمر النشاط البركاني في الهولوسين, ويعتبر البركان أن تكون نشطة. اليوم, فومارولز تحدث في قمة توتوباكا و الزلزالية تم تسجيل النشاط.
هناك تقارير عن الانفجارات البركانية في 1780 و 1787 و 1802 و 1862 و 1902، مدعومة بالتواريخ التي تم الحصول عليها من خلال التأريخ بالكربون المشع والتي تظهر وجود ثورات بركانية خلال هذه الفترة. يعتقد بعض المؤلفين أن بركان يوكامين كان مصدرًا مرجحًا لهذه الانفجارات، لكن سامانيجو 2015 وآخرون أظهر أن ثوران يوكوماني آخر مرة قبل 3000 عام، مما يعني أن الانفجارات المبلغ عنها، وخاصة أحداث 1802 و 1787، حدثت على الأرجح في توتوباكا.
ترافق انهيار قطاع شرق توتوباكا مع ثوران كان من بين أكبر الثورات في تاريخ بيرو، حيث وصل مؤشر الانفجار البركاني إلى 3 أو 4. توثق السجلات المعاصرة أشفال حتى 165 كيلومتر (103 ميل) إلى الجنوب في أريكا. تم تأريخ الانهيار إلى 1731-1802 مع احتمال كبير ويعتقد أنه مرتبط بانفجار 1802. من المحتمل أن الاندفاع كان ناتجًا عن دخول الصهارة الجديدة والساخنة إلى غرفة الصهارة الداسيتية. قبل الانهيار بوقت قصير، اندلع تدفق بركانية من البركان ربما نتيجة لانهيار قبة الحمم البركانية. شكلت ترسبًا على الجانب الشرقي من توتوباكا، والذي يصل سمكه إلى 6 متر (20 قدم). قد يكون الثوران السابق قد زعزع استقرار البركان وأدى إلى الانهيار الرئيسي، والذي أدى أيضًا إلى تدفق بايباتجا الحمم البركانية. كانت المنطقة مأهولة بالسكان في ذلك الوقت، وبالتالي كان تأثير الانفجار صغيرًا.

### المخاطر
استنادًا إلى تاريخ توتوباكا، يمكن تصور انفجار مستقبلي حيث يتسبب النشاط المتجدد في انهيار آخر للبركان. في هذه الحالة، سيكون حوالي 8000-10000 شخص، بالإضافة إلى البنية التحتية للطاقة الحرارية الأرضية والتعدين المجاورة، في خطر. العديد من البلدات الصغيرة وسدود التحويل وقنوات الري والطريقين إيلو  –  ديساجواديرو وتاكنا  –  تاراتا  –  كانداراف ستكون معرضة للخطر أيضًا. الأخطار الأخرى هي الصخور الباليستية، وتدفقات الحمم البركانية، والانهيارات الجليدية، والرماد، وأمطار الخفاف، والغاز البركاني، والانهيارات. يعد توتوباكا مع أوبيناس وهواينابوتينا أحد البراكين الثلاثة في بيرو التي أنتجت انفجارات بركانية كبيرة.
نشر المعهد البيروفي الجيولوجي، مينيرو إي ميتالورجيكو (إنجميت) خريطة مخاطر البراكين في توتوباكا. في عام 2017، تم تحديد توتوباكا كأحد البراكين التي يجب مراقبتها من قبل مرصد البركان الجنوبي البيروفي المستقبلي. قد يستلزم ذلك مراقبة نشاط الزلزال، والتغيرات في تكوين غازات الفومارول وتشوه البراكين، وفيديو في الوقت الفعلي. هذا المشروع، الذي تبلغ تكلفته 18500000 سول بيروفي ( 4768041 دولارًا أمريكيًا ) ويتضمن بناء ثلاثين محطة مراقبة ومرصدًا رئيسيًا في مقاطعة ساشاكا، أصبح نشطًا في عام 2019. بدأ نشر تقارير الأنشطة المنتظمة في مايو. 2019. يُصنف البركان على أنه "خطير بدرجة متوسطة". 

### النشاط الجيوحراري
توتوباكا هو أيضًا اسم حقل الطاقة الحرارية الأرضية في جوار البركان، والذي يشمل مناطق أزوفر شيكو و أزوفر غراندي و نهر كالازاس و بامبا تورون تورون ونهر تاكالايا؛ هم جزء من نفس نظام الطاقة الحرارية الأرضية التي تزيد درجة حرارتها في الأعماق عن 200 °م (392 °ف).  تتميز الحقول بالفومارول، السخانات، الأواني الطينية ووجود الكبريت، سواء كان صلبًا أو على شكل غاز كبريتيد الهيدروجين، بالإضافة إلى رواسب التكلس والحجر الجيري. الينابيع الساخنة عند سفح بركان توتوباكا تصب المياه في الأنهار.
تم ذكر توتوباكا كموقع محتمل لتوليد الطاقة الحرارية الأرضية. في عام 2013، طورت شركة ألتيرا باور الكندية وشركة تطوير الطاقة الفلبينية مشروعًا مشتركًا للعمل في مجال الطاقة الحرارية الأرضية في توتوباكا، على الرغم من أن العمل في توتوباكا لم يبدأ بحلول أكتوبر 2014.

## ملحوظات
1. ↑  The course of both rivers is influenced by tectonic lineaments.[4]
2. ↑  These heights are from a 2015 source.[7][8]
3. ↑  A volcanic rock relatively rich in حديد and مغنيسيوم, relative to سيليكون.[17]
4. ↑  The Central Volcanic Zone is one of four volcanic belts in the Andes, together with the Northern Volcanic Zone, the Southern Volcanic Zone and the Austral Volcanic Zone.[31]
5. ↑  The Huaylillas ignimbrites were emplaced between 24 and 12 million years ago.[36]
6. ↑  The uncalibrated radiocarbon age of the samples is 218±14 years before present,[24] with 95% confidence; the calibrated age  [لغات أخرى]‏ consists of two ranges, with an 85% probability that the date lies between 1731 and 1802.[1]
7. ↑  Stratigraphic relations imply that this pyroclastic flow predates the main collapse, but كربون-14 dating does not have sufficient resolution to separate the two events in time.[1]
8. ↑  A مؤسسة حكومية[53] which is among other things responsible for monitoring volcanoes in Peru.[54]

## روابط خارجية
- Evolución vulcanológica y magmática del edificio reciente del complejo volcánico Tutupaca (Tacna). Tesis de ingeniería, Universidad Nacional de San Agustín de Arequipa, 112 p. Manrique,N. (2013)[وصلة مكسورة]
- Origin and dynamics of volcanic debris avalanches : surface structure analysis of Tutupaca volcano
- Una gran erupción del volcán Tutupaca (Tacna) ocurrida hace approximadamente 200 años AP: Implicaciones para la evaluación de la amenaza نسخة محفوظة 21 يوليو 2018 على موقع واي باك مشين.

قالب:Andean volcanoes